# Jules Dupuit
Arsène Jules Étienne Juvenel Dupuit (Fossano, Italia, 18 de mayo de 1804 - 15 de septiembre de 1866), más conocido como Jules Dupuit, fue un ingeniero, matemático y economista francés. Trabajó como ingeniero al servicio del gobierno de su país. Al intentar solucionar los problemas que plantea la política de precios de los ferrocarriles y otros servicios públicos, desarrolló un pensamiento económico original que lo hace precursor del marginalismo.

## Biografía
En 1844 publica una obra consagrada a los bienes colectivos titulada De la Mesure de l´Utilité des Travaux Publics, obra que pasa totalmente desapercibida en el momento de su publicación. En ella se encuentra un análisis de la utilidad, de la demanda y del excedente del consumidor que convierte a su autor en un "padre fundador" del marginalismo. Para Dupuit, la utilidad es subjetiva; varía en función de los individuos. Se debe distinguir entre la utilidad absoluta, que para Dupuit es el precio que el consumidor está dispuesto a pagar por una unidad de un bien, y la utilidad relativa que es la diferencia entre la utilidad absoluta y el precio de compra. Por ejemplo, dice Dupuit, un consumidor que aceptaría pagar 30 francos cuando el precio de venta es 20 obtiene "una especie de beneficio" de 10, que es la medida de la utilidad relativa. Pero como dice Dupuit: "cada consumidor otorga él mismo una utilidad diferente al mismo objeto de acuerdo con la cantidad que puede consumir", y esta estimación de unidades sucesivas es decreciente según la cantidad consumida. De este modo. Dupuit enuncia, la ley de decrecimiento de la utilidad marginal, que él asimila inmediatamente a una curva de demanda, ya que escribe el precio al que el consumidor está dispuesto a comprar el bien con la cantidad comprada. Estas curvas de demanda individuales se pueden agregar obteniendo una demanda global de mercado (D). Si S es la curva de oferta implícita, P será el precio de mercado. "La utilidad absoluta, a nivel agregado, la utilidad total y la utilidad relativa, todas a nivel agregado serán lo que Marshall denomine el excedente del consumidor. 
Apoyándose en este análisis, Dupuit muestra, en un célebre ejemplo numérico, como es posible (al menos teóricamente) medir la utilidad de un puente peatonal sobre el que se circula gratuitamente". En el eje de cantidades está el número de recorridos; en el de precios el importe del peaje. Si el peaje es nulo, el número de recorridos es de 2.080.000 cuando éste es 0,01 franco se reduce a 330.000, de esto resulta que para 330.000 recorridos "la utilidad es la menos 0,01 franco es decir 3.300 francos. Haciendo aumentar progresivamente el precio obtenemos la utilidad total del puente. Dupuit cree haber encontrado un método de evaluación de la utilidad de los bienes colectivos y resalta con modestia "que el cálculo del que hemos obtenido la fórmula reposa sobre datos que ninguna estadística nos puede proporcionar".

## Utilidad Marginal
Dupuit es el más conocido de los fundadores de la prestigiosa escuela francesa de ingenieros economistas. Sus contribuciones a la ciencia económica, los más reconocidos internacionalmente son la utilidad y su medición, las Curva de demanda, los equilibrios económicos parciales, calcular los niveles óptimos de peajes, tasas o impuestos. Se interesó por problemas de interés económico a lo largo de su vida, la economía política en concreto era su más grande afición.
Desafortunadamente su libro de economía política aplicada al trabajo público nunca se terminó porque murió, sin embargo publicó un pequeño escrito de libre cambio y a partir de ahí se le acuñan numerosas contribuciones a la teoría y política económica. 
Las aportaciones de Dupuit a la economía fueron gracias a su formación científica, técnica en cálculo y funciones y la utilización de estadísticas sobre ingresos y costes de obras públicas. Dupuit combinó 3 elementos para su análisis económico: 1) temas de interés económico; 2) hechos relevantes y estadísticas observadas; 3) análisis matemático.
Fue un innovador en cuanto a la medición propuesta sobre la base de los 3 elementos previamente mencionados, también se le relaciona con la economía matemática basada en conceptos subjetivos como la satisfacción y la necesidad; ésta base fue lo que dificulta el cálculo a otros economistas en publicaciones previas. Gracias a su formación en matemáticas debido a sus estudios de ingeniería civil pudo desarrollar un sistema para calcular la demanda y utilidad marginal del consumidor. 
En primera instancia, Dupuit nunca la llamó demanda, sin embargo en su texto de 1844 (De la mesure de l'utilité des travaux publics) se refiere a ésta como “curva del consumo” y más tarde como “ley del consumo” en su texto de 1849 (De l'influence des peages sur l'utilite des voies de communication). Su razonamiento se basa en la intuición de que un individuo atribuye una utilidad diferente a diferentes cantidades del mismo bien. 
Ejemplo: a un precio de 20 dólares por tonelada de piedra, los compradores lo utilizan para construir o reparar sus casas, pero si el precio cae a 15 dólares, no sólo pueden comprar la cantidad que necesitan para construcción o renovación necesarias, pero también pueden aumentar su consumo, utilizando piedra para otras necesidades menos urgentes, por ejemplo pueden estar dispuestos a adornar jardines o reemplazar materiales de construcciones previas. Por lo tanto, el consumo de cada individuo aumenta a medida que disminuye el precio. En consecuencia, a nivel del sistema, la suma de las cantidades consumidas por muchos individuos diferentes también aumenta a medida que el precio baja. Esto es, según Dupuit, la primera "ley general" (Dupuit 1844) a la que la relación entre precio y cantidad demandada "permanece constante” (Dupuit 1844). Esta ley siempre es válida a pesar de que la forma exacta de la relación entre precio y cantidad puede no ser conocida por ninguna mercancía, y que "incluso se puede decir que nunca se conocerá ya que depende de la volatilidad de los seres humanos; hoy ya no es lo que era ayer "(Dupuit 1844). La segunda ley general establece que "el aumento del consumo debido a una caída de precios será tanto mayor cuanto menor sea el precio inicial. Si una caída en el precio de un artículo de 100 a 95 francos trae a otros mil consumidores una nueva caída de 95 a 90 traerá más de mil" (Dupuit 1844). “Esta propiedad refleja la estructura de la sociedad que, si se divide en grupos según el ingreso, y estos grupos se colocan uno encima del otro a partir de los más pobres, a medida que disminuye el precio de un artículo, su uso se extiende a más y más consumidores, aparte del hecho de que los consumidores existentes lo compran en mayor cantidad " (Dupuit 1844). La creación de las dos "leyes" se basa en evaluaciones individuales así como de la información derivada de la observación de la sociedad. 
Dupuit se plantea la cuestión de si contempla toda la cadena de derivaciones de la maximización de la utilidad a las funciones de demanda, de manera similar a los economistas neoclásicos, que introducen primero una función de utilidad, condicionada a las necesidades, preferencias y una Restricción presupuestaria, entonces la maximización de la función de Utilidad (economía) de cada individuo sujeta a su propia restricción presupuestaria da lugar a funciones de demanda individual y, en su conjunto, a funciones de la Demanda agregada
Dupuit nunca piensa en términos de funciones de utilidad independientemente de las condiciones del mercado, como una cuestión necesaria del análisis de la demanda, y nunca distingue las consideraciones de utilidad y las restricciones presupuestarias como dos determinantes separados de la demanda. 
Su experimento lo lleva a construir su función de demanda directamente ya que los individuos que él representa no podrían determinar el máximo sacrificio que estarían dispuestos a hacer para adquirir un bien determinado sin conocer los precios. 
Su criterio tiene en cuenta los gustos, necesidades y las condiciones de mercado vigentes. La falta de un tratamiento separado de la utilidad en su obra también se revela claramente en algunos pasajes, como "la utilidad y todo lo que puede decirse de ella deriva de la ley del consumo" (Dupuit 1849). Junto con la ausencia de una clara distinción entre las consideraciones de utilidad y demanda, esta es probablemente una razón por la cual su enfoque no tuvo mucho sentido para algunos escritores neoclásicos posteriores. De hecho, lo que Dupuit llama "utilidad" -más precisamente, "utilidad relativa"-  ofrece una manera práctica de comparar las magnitudes monetarias con las no monetarias, a fin de construir medidas monetarias de la satisfacción de una persona, en términos de la cantidad de dinero que estaría dispuesto a pagar por un objeto en lugar de renunciar a él. Tiene el atractivo de aparente objetividad científica, ya que permiten calcular los costos y beneficios del comportamiento observado de los individuos, es decir, sus acciones de compra o no de compra del objeto, con un mínimo de juicios subjetivos.
Dupuit estableció una teoría de la utilidad marginal relacionada con una curva de demanda. Él demostró que la utilidad que alguien obtiene de un Stock  homogéneo de bienes se determina por el uso de las últimas unidades añadidas de ese stock. Señaló que la utilidad de un stock disminuye al aumentar la cantidad de bienes, esto significa que hay una relación inversa entre utilidad marginal y cantidad de unidades del bien, esto quiere decir que el incremento de mercancía se traducirá en satisfacer necesidades menos esenciales, esto lo ejemplifica con la utilización del agua. El primer litro de agua estará destinado al consumo, el segundo litro es para lavar y así hasta llegar a un supuesto en el que el agua se utiliza para regar las plantas y es esta última unidad añadida lo que define el valor de todo el stock homogéneo.

## Excedente de los consumidores y discriminación de precios
Dupuit desarrolló el concepto de utilidad relativa que él atribuyó a la diferencia entre la utilidad absoluta y el precio de compra de un bien. De acuerdo a Dupuit “La utilidad relativa de un producto es la diferencia entre el sacrificio que el consumidor tiene que hacer para obtenerlo y el precio del bien que le es obligado a pagar” 
Alfred Marshall desarrollará este concepto después como el “Excedente del consumidor” que es como se le conoce actualmente.
Dupuit dividía la utilidad total en tres partes: 
1.  Utilidad perdida.
2. Excedente del productor
3. Excedente del consumidor
Utilizó para clarificar estas partes un ejemplo de los costes y precios de un ferrocarril: 
Suponiendo que los costes fijos son nulos,  el precio al cual se maximizaría el ingreso neto es a una tarifa de 6 francos y la utilidad total generada sería de 234 francos, esta utilidad total como se menciona anteriormente está dividida en tres partes:
1.  Utilidad perdida = costes variables = 52 francos 
2.  Excedente de los productores = Ingreso neto = 156 – 52 = 104 francos 
3.  Excedente de los consumidores = 234 (utilidad total) – 156 = 78 
Por otro lado también analizó la situación con costes fijos de 110 francos y con costes fijos no existe una maximización del ingreso, simplemente la tarifa de 6 francos minimiza las pérdidas. Fue gracias a este supuesto que Dupuit concluyó que la maximización era possible mediante la discriminación de precios. 

## Obras
- Essais et expériences sur le tirage des voitures et sur le frottement de seconde espèce, 1837
- "Considérations sur le frais d'entretien des routes", 1842, Annales des ponts et chaussées
- "Mémoire sur le tirage des voitures et sur le frottement de roulement" 1842, Annales des ponts et chaussées
- "On the Measurement of the Utility of Public Works", 1844, Annales des  Dupuit es el más conocido de los fundadores de la prestigiosa escuela francesa de ingenieros economistas. Sus contribuciones a la ciencia económica, los más reconocidos internacionalmente son la utilidad y su medición, las curvas de demanda, los equilibrios económicos parciales, calcular los niveles óptimos de peajes, tasas o impuestos. Se interesó por problemas de interés económico a lo largo de su vida, la economía política en concreto era su más grande afición. Desafortunadamente su libro de economía política aplicada al trabajo público nunca se terminó porque murió, sin embargo publicó un pequeño escrito de libre cambio y a partir de ahí se le acuñan numerosas contribuciones a la teoría y política económica.  Las aportaciones de Dupuit a la economía fueron gracias a su formación científica, técnica en cálculo y funciones y la utilización de estadísticas sobre ingresos y costes de obras públicas. Dupuit combinó 3 elementos para su análisis económico: 1) temas de interés económico; 2) hechos relevantes y estadísticas observadas; 3) análisis matemático. Fue un innovador en cuanto a la medición propuesta sobre la base de los 3 elementos previamente mencionados, también se le relaciona con la economía matemática basada en conceptos subjetivos como la satisfacción y la necesidad; ésta base fue lo que dificulta el cálculo a otros economistas en publicaciones previas. Gracias a su formación en matemáticas debido a sus estudios de ingeniería civil pudo desarrollar un sistema para calcular la demanda y utilidad marginal del consumidor.  En primera instancia, Dupuit nunca la llamó demanda, sin embargo en su texto de 1844 (De la mesure de l'utilité des travaux publics) se refiere a ésta como “curva del consumo” y más tarde como “ley del consumo” en su texto de 1849 (De l'influence des peages sur l'utilite des voies de communication). Su razonamiento se basa en la intuición de que un individuo atribuye una utilidad diferente a diferentes cantidades del mismo bien. Ejemplo: a un precio de 20 dólares por tonelada de piedra, los compradores lo utilizan para construir o reparar sus casas, pero si el precio cae a 15 dólares, no sólo pueden comprar la cantidad que necesitan para construcción o renovación necesarias, pero también pueden aumentar su consumo, utilizando piedra para otras necesidades menos urgentes, por ejemplo pueden estar dispuestos a adornar jardines o reemplazar materiales de construcciones previas. Por lo tanto, el consumo de cada individuo aumenta a medida que disminuye el precio. En consecuencia, a nivel del sistema, la suma de las cantidades consumidas por muchos individuos diferentes también aumenta a medida que el precio baja. Esto es, según Dupuit, la primera "ley general" (Dupuit 1844) a la que la relación entre precio y cantidad demandada "permanece constante” (Dupuit 1844). Esta ley siempre es válida a pesar de que la forma exacta de la relación entre precio y cantidad puede no ser conocida por ninguna mercancía, y que "incluso se puede decir que nunca se conocerá ya que depende de la volatilidad de los seres humanos; hoy ya no es lo que era ayer "(Dupuit 1844). La segunda ley general establece que "el aumento del consumo debido a una caída de precios será tanto mayor cuanto menor sea el precio inicial. Si una caída en el precio de un artículo de 100 a 95 francos trae a otros mil consumidores una nueva caída de 95 a 90 traerá más de mil" (Dupuit 1844). “Esta propiedad refleja la estructura de la sociedad que, si se divide en grupos según el ingreso, y estos grupos se colocan uno encima del otro a partir de los más pobres, a medida que disminuye el precio de un artículo, su uso se extiende a más y más consumidores, aparte del hecho de que los consumidores existentes lo compran en mayor cantidad " (Dupuit 1844). La creación de las dos "leyes" se basa en evaluaciones individuales así como de la información derivada de la observación de la sociedad.  Dupuit se plantea la cuestión de si contempla toda la cadena de derivaciones de la maximización de la utilidad a las funciones de demanda, de manera similar a los economistas neoclásicos, que introducen primero una función de utilidad, condicionada a las necesidades, preferencias y una restricción presupuestaria, entonces la maximización de la función de utilidad de cada individuo sujeta a su propia restricción presupuestaria da lugar a funciones de demanda individual y, en su conjunto, a funciones de demanda agregadas. Dupuit nunca piensa en términos de funciones de utilidad independientemente de las condiciones del mercado, como una cuestión necesaria del análisis de la demanda, y nunca distingue las consideraciones de utilidad y las restricciones presupuestarias como dos determinantes separados de la demanda.  Su experimento lo lleva a construir su función de demanda directamente ya que los individuos que él representa no podrían determinar el máximo sacrificio que estarían dispuestos a hacer para adquirir un bien determinado sin conocer los precios.  Su criterio tiene en cuenta los gustos, necesidades y las condiciones de mercado vigentes. La falta de un tratamiento separado de la utilidad en su obra también se revela claramente en algunos pasajes, como "la utilidad y todo lo que puede decirse de ella deriva de la ley del consumo" (Dupuit 1849). Junto con la ausencia de una clara distinción entre las consideraciones de utilidad y demanda, esta es probablemente una razón por la cual su enfoque no tuvo mucho sentido para algunos escritores neoclásicos posteriores. De hecho, lo que Dupuit llama "utilidad" -más precisamente, "utilidad relativa"-  ofrece una manera práctica de comparar las magnitudes monetarias con las no monetarias, a fin de construir medidas monetarias de la satisfacción de una persona, en términos de la cantidad de dinero que estaría dispuesto a pagar por un objeto en lugar de renunciar a él. Tiene el atractivo de aparente objetividad científica, ya que permiten calcular los costos y beneficios del comportamiento observado de los individuos, es decir, sus acciones de compra o no de compra del objeto, con un mínimo de juicios subjetivos. Dupuit estableció una teoría de la utilidad marginal relacionada con una curva de demanda. Él demostró que la utilidad que alguien obtiene de un stock homogéneo de bienes se determina por el uso de las últimas unidades añadidas de ese stock. Señaló que la utilidad de un stock disminuye al aumentar la cantidad de bienes, esto significa que hay una relación inversa entre utilidad marginal y cantidad de unidades del bien, esto quiere decir que el incremento de mercancía se traducirá en satisfacer necesidades menos esenciales, esto lo ejemplifica con la utilización del agua. El primer litro de agua estará destinado al consumo, el segundo litro es para lavar y así hasta llegar a un supuesto en el que el agua se utiliza para regar las plantas y es esta última unidad añadida lo que define el valor de todo el stock homogéneo.   Dupuit planteó en su ejemplo una ciudad que ha tenido mejoras tecnológicas en la distribución del agua y con la gráfica clarifica su ejemplo. En la gráfica podemos ver cómo el individuo está en equilibrio, es decir, maximizando su bienestar en los puntos p1 y q1; cuando el precio disminuye de p1 a p2 el individuo ya no se encuentra en un punto de equilibrio como se ve en el punto c, ya que no está maximizando su bienestar, por lo tanto, el individuo para hacerlo tendrá que aumentar su consumo de agua hasta p2.    et chaussées. (trans., 1952, IEP)
- Études théoritiques et pratiques sur le mouvement des eaux courantes, 1848.
- "De l'influence des peages sur l'utilite des voies de communication", 1849, Annales des ponts et chaussées.
- "On Tolls and Transport Charges", 1849, Annales des ponts et chaussées (trans. 1962, IEP).
- "De la législation actuelle des voies de transport; nécessite d’une réforme basée sur des principes rationnels", 1849, Journal des économistes
- "De l’impôt payé aux maîtres de poste par les entrepreneurs de voitures publiques" 1851, Journal des économistes
- "Rapport sur le projet de loi sur la police du roulage, adapté par la commission instituée par arrêté du ministre des travaux publics en date du 20 avril 1849" 1852, Annales des ponts et chaussées
- "Péage", "Ponts et chaussées (Corps des)", "Voies de communication", "Routes et chemis", "Eau",1852-3, entries in Coquelin, editor, Dictionnaire de l’économie politique
- "De l'utilité et de sa mesure: de l’utilité publique", 1853, Journal des économistes.
- "Du monopole des chemins de fer", 1853, Journal des économistes.
- Traité théorique et pratique de la conduite et de le distribution des eaux. 1854
- "Decintrement des arches de pont au moyen de verrins", 1856, Annales des ponts et haussées
- Titres scientifiques de M. J. Dupuit, 1857.
- "Des crises alimentaires et des moyens employés pour y remédier", 1859, Journal des economistes
- "L’impôt du tabac progressif à rebours", 1859, Journal des économistes
- "La liberté commerciale: Son principe et ses conséquences", 1860, Revue Européenne
- "Effets de la liberté du commerce - lettre de M. Dupuit", 1860, Journal des économistes
- La liberté commerciale: Son principe et ses conséquences, 1861.
- "Du principe de propriété -- le juste -- l’utile", 1861, Journal des économistes
- "Réponse à M. Dunoyer", 1861, Journal des économistes
- Études théoretiques et pratiques sur le mouvement des eaux dans les canaux découverts et à travers les terrains perméables, 1863.
- "Questions d’économie politique et de droit public par M. G. de Molinari", 1863, Journal des économistes
- "Réglementation de la propriété souterraine et de l’industrie minérale", 1863, Journal des économistes
- "L’économie politique est-elle une science ou n’est-elle qu’une étude?", 1863, Journal des économistes
- "Response de M. Dupuit à M. Baudrillart", 1863, Journal des économistes
- "Des causes qui influent sur la longueur de la vie moyenne des populations", 1865, Journal des économistes
- "De la liberté de tester", 1865, Journal des économistes
- Traité de l'équilibre des routes et de la constructions des ponts en maçonnerie, 1870
- De l'utilité et de sa mesure: Écrits choisies et republiés par Mario de Bernardi, 1933.